# Saint-Pellerin (Eure-et-Loir)
Saint-Pellerin ist eine Ortschaft und eine Commune déléguée in der französischen Gemeinde Vald’Yerre mit 342 Einwohnern (Stand: 1. Januar 2018) in der Region Centre-Val de Loire im Département Eure-et-Loir.
Die Gemeinde Saint-Pellerin war Mitglied der Communauté de communes du Grand Châteaudun und wurde mit Wirkung vom 1. Januar 2017 mit Arrou, Boisgasson, Châtillon-en-Dunois und Langey zur neuen Gemeinde Commune nouvelle d’Arrou (seit 1. Januar 2023 Vald'Yerre) zusammengelegt.
Nachbarorte sind Arrou und Courtalain im Norden, Châtillon-en-Dunois im Nordosten, Lanneray im Osten, Langey im Südosten, Boisgasson im Süden, Droué (vormaliger Berührungspunkt) im Südwesten und Le Poislay im Westen.

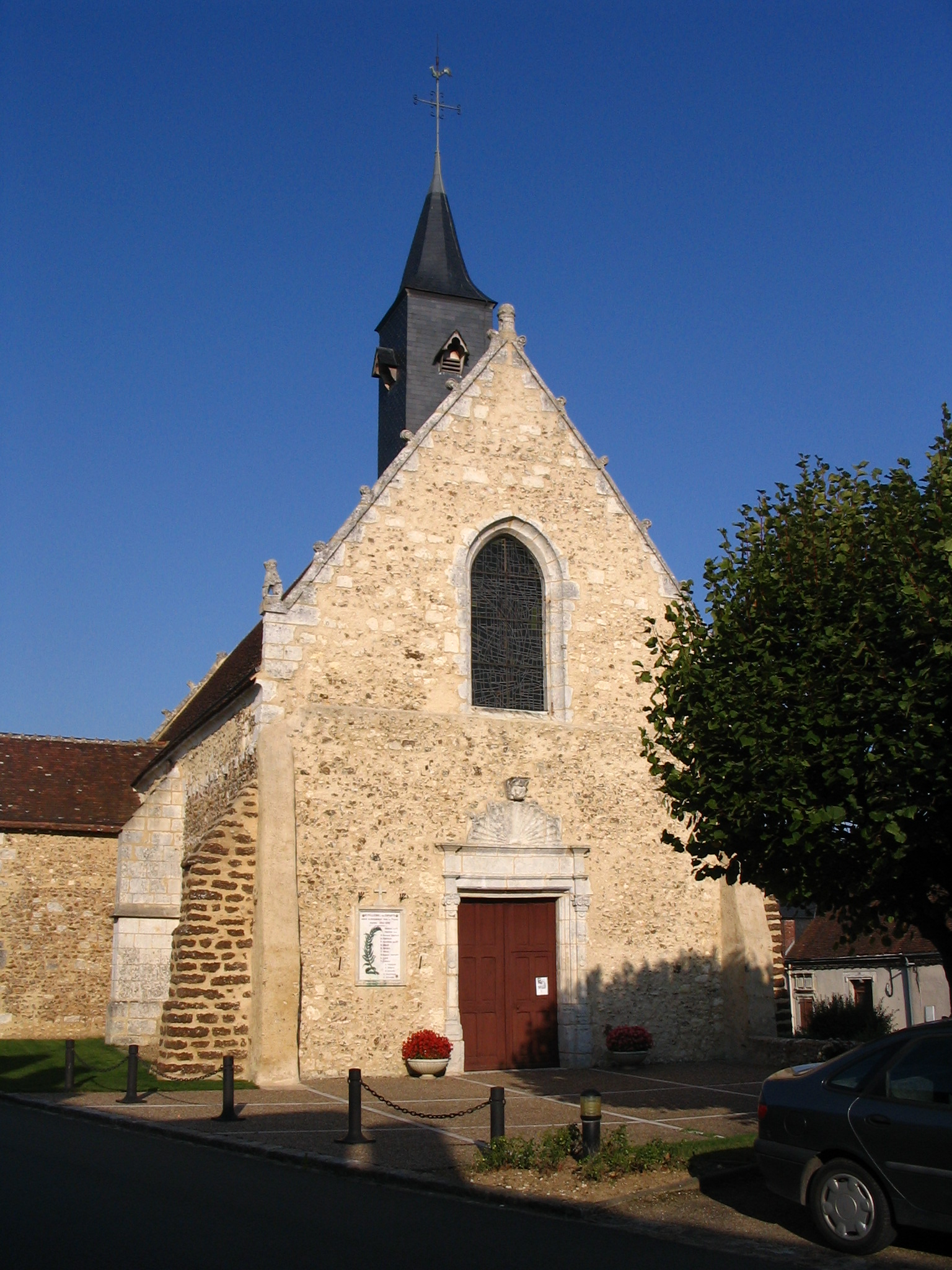
Kirche Saint-Pellerin
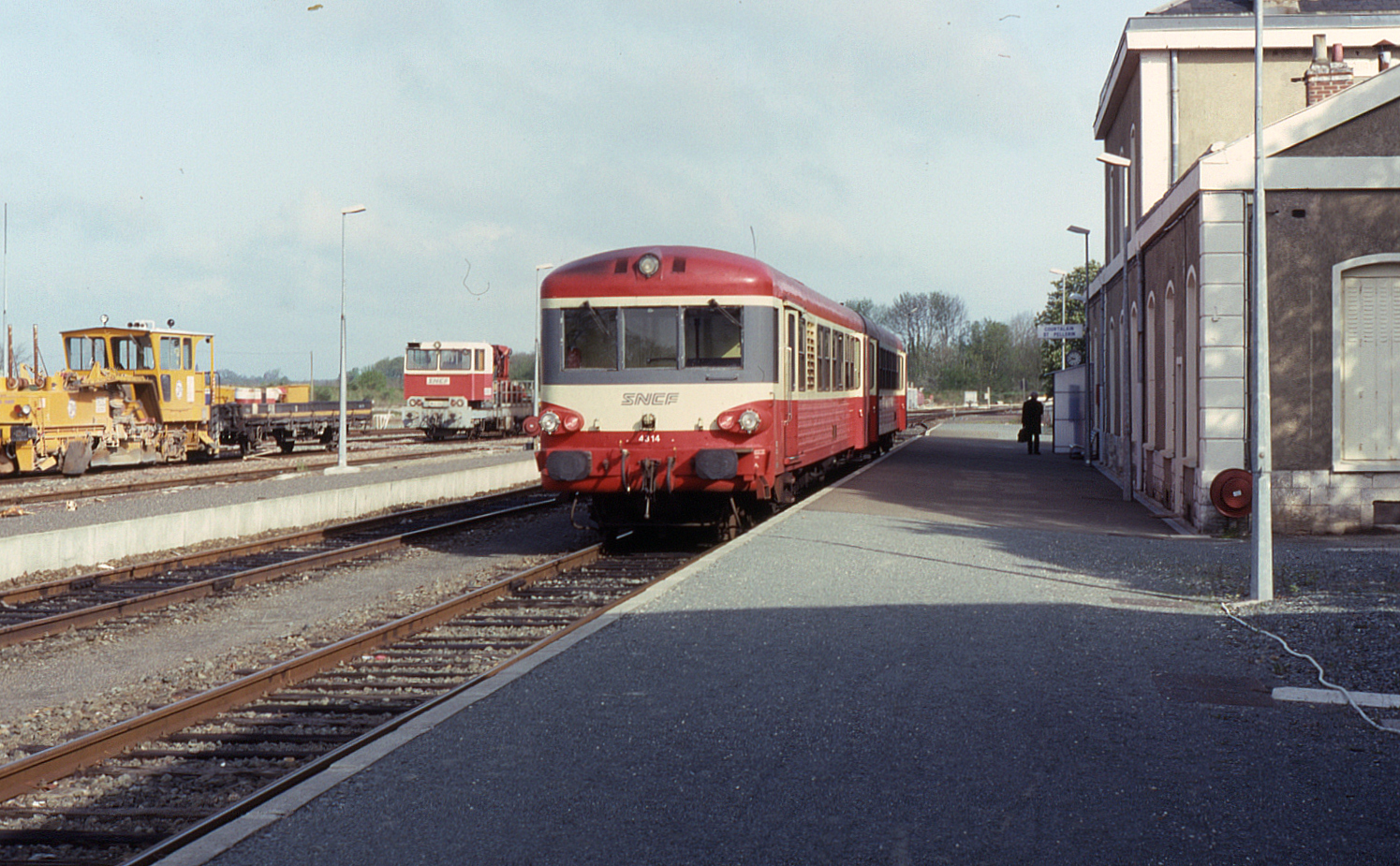
Bahnhof von Saint-Pellerin und Courtalain

## Bevölkerungsentwicklung
| Jahr      | 1962 | 1968 | 1975 | 1982 | 1990 | 1999 | 2008 | 2014 |
| --------- | ---- | ---- | ---- | ---- | ---- | ---- | ---- | ---- |
| Einwohner | 454  | 368  | 320  | 305  | 316  | 319  | 364  | 345  |

## Verkehr
Auf der Markung von Saint-Pellerin liegt der Bahnhof Courtalain–Saint-Pellerin der Bahnstrecke Chartres–Bordeaux. Er wird im Regionalverkehr mit TER-Zügen nach Chartres bedient. Die Bahnstrecken von Thorigné-sur-Dué und nach Patay werden im Personenverkehr nicht mehr genutzt. Letztere ist abgebaut.